# Дюма, Франк
Франк Дюма (фр. Franck Dumas, 9 января 1968, Байё, Франция) — французский футболист и тренер.

## Карьера

### Футболиста
Начинал играть на серьезном уровне в «Кане». В 1992 году перешел в «Монако», в составе которого Дюма провел семь сезонов. Вместе с ним он становился чемпионом Франции и выступал в Лиге чемпионов.
Летом 1999 года защитник перешел в «Ньюкасл Юнайтед», однако заиграть в английской Премьер-Лиге он не смог и в январе 2000 года вернулся во Францию в «Олимпик Марсель». Завершил свою карьеру в «Кане», где он занял пост спортивного директора.

### Тренера
С 2005 по 2012 гг. в паре с Патриком Паризоном (а затем с Патрисом Гарандом) руководил «Каном». Затем он работал в «Арль-Авиньон». С 2014 года специалист трудится в Африке. Там он работал как с различными клубами, так и со сборной Экваториальной Гвинеи.

## Достижения

### Футболиста
- Чемпион Франции (1): 1996/97.
- Обладатель Суперкубка Франции (1): 1997.

### Тренера
- Чемпион Алжира (1): 2019/20.
- Обладатель Суперкубка Алжира (1): 2020.
- Чемпион ДР Конго (1): 2021/22[6].
- Победитель Лиги 2 Франции (1): 2009/10.

## Уголовное дело
В январе 2023 года французский Апелляционный суд приговорил Дюма к двум годам тюремного заключения (один из которых был условным) за налоговое мошенничество. Он не оплачивал налоги около десяти лет. С Дюма было взыскано 300 000 евро. Он оставался должен 139 579 евро без учета штрафных санкций. На судебных заседаниях обвиняемый не присутствовал, постоянно проживая заграницей.
По словам защитников тренера, в непростую долговую ситуацию он попал из-за неудач в бизнесе и «игровой зависимости».